# Wilhelm Rudolf Mann

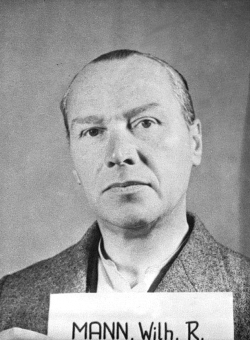
Wilhelm Rudolf Mann während der Nürnberger Prozesse

Wilhelm Rudolf Mann (* 4. April 1894 in Elberfeld; † 10. März 1992 in Grainau) war ein deutscher Manager der I.G. Farben und später der Farbenfabriken Bayer AG, heute Bayer AG.

## Leben
Wilhelm Rudolf Mann absolvierte 1910 die Handelsschule in Köln. Danach machte er eine kaufmännische Lehre im Eisen- und Stahlwerk G. & J. Jäger in Elberfeld. 1914 nahm er am Ersten Weltkrieg teil. 1919 begann er ein Studium der Nationalökonomie in Köln. Er begann seine berufliche Karriere 1920 bei den Farbwerken Hoechst. 1922 wurde er Prokurist für den Bereich Farben bei Hoechst. 1926 wurde er Aufsichtsratsmitglied der Degesch. 1931 wurde er als Nachfolger seines Vaters stellvertretendes Vorstandsmitglied der I.G. Farben und übernahm er die Spitze der Verkaufsgemeinschaft Pharmazeutika, die er bis 1945 leitete. Von 1934 bis 1945 gehörte er als ordentliches Vorstandsmitglied der I.G. Farbenindustrie A.G. an.
Zudem wurde er Vorsitzender des Ostasien-Ausschusses der I.G. Farben, ab 1935 Präsident der Gesellschaft für Konsumforschung und zudem ab 1937 Reichswirtschaftsrichter. Er erhielt 1944 das Kriegsverdienstkreuz 1. Klasse. Mann diente als dänischer Honorarkonsul für das Rheinland und Westfalen.
Zum 1. Dezember 1931 trat Mann der NSDAP bei (Mitgliedsnummer 760.728), wie er bei den Nürnberger Prozessen aussagte: aus Furcht vor dem Kommunismus. Ende 1932 trat er wieder aus, aber 1933 erneut ein. 1934 wurde er Sturmführer bei der SA.
Der Reichsminister für Volksaufklärung und Propaganda Joseph Goebbels berief Mann im Oktober 1933 in den Verwaltungsrat des Werberats der deutschen Wirtschaft.
Aus einem Brief vom 19. November 1943 an Otmar Freiherr von Verschuer geht hervor, dass er genauestens über die Menschenversuche des KZ-Arztes Josef Mengele im Konzentrations- und Vernichtungslager Auschwitz unterrichtet war und diese auch finanziell unterstützte:
„Ich danke Ihnen sehr, daß Sie mir die Gelegenheit gegeben haben, Ihren Kollegen, Herrn Dr. Mengele, kennenzulernen. Seinen zweiten Vortrag habe ich als sehr eindrucksvoll empfunden. Seien Sie versichert, daß ich, wie ich Ihnen mündlich versichert habe, bei mir im Hause die Finanzierung bespreche. (Einen ersten Scheck lege ich schon einmal bei). Die Versuchsreihen sollten ... auf jeden Fall forciert werden“.
Mann war dreimal verheiratet und Vater von insgesamt drei Kindern. Seine zweite Ehefrau Maria Niehues, die er 1940 heiratete, war eine Tochter des Nordhorner Textilunternehmers Bernhard Niehues.

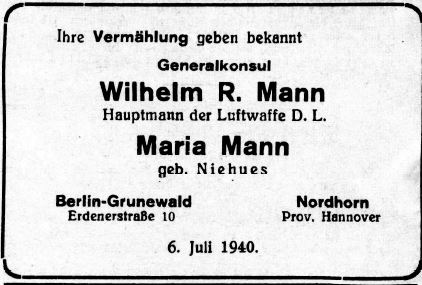

Nach Kriegsende wurde Mann verhaftet und 1948 im I.G.-Farben-Prozess wegen Plünderung, Raub und Massenmord angeklagt, aber am 30. Juli 1948 freigesprochen.
1949 wurde er Leiter des Verkaufs von Pharmazeutika bei der Farbenfabriken Bayer AG, später umbenannt in Bayer AG. Zudem war er bis 1955 Präsident der Gesellschaft für Konsumforschung (GfK). Nach Gründung des Bundesverbandes der Deutschen Industrie (BDI) war Mann von 1950 bis 1953 Vorsitzender des Außenhandels-Ausschusses.